# Nannospalax ehrenbergi
Nannospalax ehrenbergi — вид роду сліпець (Nannospalax) родини сліпакові (Spalacidae).

## Таксономічні примітки
Таксон перенесено до Nannospalax зі Spalax. Включає carmeli, galili, golani та judaei.

## Проживання
Країни проживання: Єгипет, Ізраїль, Йорданія, Ліван, Лівія, Сирія, Туреччина. Висота проживання: від рівня моря до 2000 м над рівнем моря. Населяє степи, напівпустелі, незначно в пустельних місцях проживання. Він також живе на оброблюваних полях.

## Морфологічна характеристика
Довжина тіла коливається від 150 до 270 мм. Волосяний покрив блакитнуватий, темно-сірий. Зовнішній хвіст відсутній. Очі підшкірні. Вуха редуковані до невеликих виступів. Інші фоссоріальні морфологічні адаптації включають міцні й обтічні тіла з великими головами, потужними кінцівками та малими кігтями. Самці більші за самиць. Стоматологічна формула для Spalax ehrenbergi становить 1/1, 0/0, 0/0, 3/3 = 16. Два великих різця є ортодонтом і орієнтовані перед губами, щоб різцями можна було копати, навіть коли рот закритий.

## Поведінка
Як правило, поодинокі особини займають системи нір, і вони досить територіальними. N. ehrenbergi активні вдень. Вони риють складні підземні нори та створюють складні мережі тунелів у гонитві за їжею. Це суворо травоїдні тварини, які переважно харчуються підземним корінням, стеблами, бульбами та насінням рослин. Самиці спаровуються лише з одним самцем протягом кожного сезону розмноження, але можуть спаровуватися з різними самцями протягом усього життя, що робить їх серійно моногамними. Розмноження відбувається взимку, з листопада по березень. Вагітність триває 34 дні, а середня чисельність виводка становить від 3 до 4 (від 1 до 5) дитинчат. Молодняк народжується з січня по квітень. Дитинчата народжуються голими й безпорадними, але швидко розвиваються, покидають гніздо й стають незалежними у віці від 4 до 6 тижнів. N. ehrenbergi живе ≈ 3 роки в дикій природі, але може прожити до 15 років у неволі. Максимальна тривалість життя в дикій природі становить 4.5 року.

## Загрози та охорона
Немає серйозних загроз для цього виду. Регулярні оранки полів турбують нори цього виду. Зустрічаються в охоронних районах.